# 1988 ve filmu

## Československé filmy
- Anděl svádí ďábla (režie: Václav Matějka)
- Horká kaše (režie: Radovan Urban)
- Na dvoře je kůň, šéfe! (režie: Hynek Bočan)
- Nejistá sezóna (režie: Ladislav Smoljak)

## Zahraniční filmy
- Cesta do Ameriky (režie: John Landis)
- Dvojčata (režie: Ivan Reitman)
- Falešná hra s králíkem Rogerem (režie: Robert Zemeckis)
- Halloween 4: Návrat Michaela Myerse (režie: Dwight H. Little)
- Jsou mezi námi (režie: John Carpenter)
- Koktejl (režie: Roger Donaldson)
- Krokodýl Dundee 2 (režie: John Cornell)
- Noční můra v Elm Street 4: Vládce snu (režie: Renny Harlin)
- Pátek třináctého 7 (režie: John Carl Buechler)
- Policejní akademie 5: Nasazení v Miami Beach (režie: Alan Myerson)
- Rambo III (režie: Peter MacDonald)
- Rain Man (režie: Barry Levinson)
- Ryba jménem Wanda (režie: Charles Crichton a John Cleese)
- Smrtonosná past (režie: John McTiernan)
- Velký (režie: Penny Marshall)